# Lozinghem
Lozinghem és un municipi francès situat al departament del Pas de Calais i a la regió dels Alts de França. L'any 2007 tenia 1.161 habitants.

## Demografia

### Població
El 2007 la població de fet de Lozinghem era de 1.161 persones. Hi havia 416 famílies de les quals 88 eren unipersonals (24 homes vivint sols i 64 dones vivint soles), 108 parelles sense fills, 184 parelles amb fills i 36 famílies monoparentals amb fills.
La població ha evolucionat segons el següent gràfic:
Habitants censats

### Habitatges
El 2007 hi havia 455 habitatges, 434 eren l'habitatge principal de la família, 3 eren segones residències i 18 estaven desocupats. 445 eren cases i 10 eren apartaments. Dels 434 habitatges principals, 299 estaven ocupats pels seus propietaris, 107 estaven llogats i ocupats pels llogaters i 28 estaven cedits a títol gratuït; 3 tenien una cambra, 14 en tenien dues, 28 en tenien tres, 117 en tenien quatre i 272 en tenien cinc o més. 295 habitatges disposaven pel capbaix d'una plaça de pàrquing. A 196 habitatges hi havia un automòbil i a 171 n'hi havia dos o més.

### Piràmide de població
La piràmide de població per edats i sexe el 2009 era:
| Homes | Edats   | Dones |
| ----- | ------- | ----- |
| 0     | 95 o +  | 0     |
| 0     | 90 a 94 | 0     |
| 4     | 85 a 89 | 16    |
| 0     | 80 a 84 | 8     |
| 4     | 75 a 79 | 20    |
| 24    | 70 a 74 | 28    |
| 44    | 65 a 69 | 24    |
| 24    | 60 a 64 | 28    |
| 32    | 55 a 59 | 16    |
| 36    | 50 a 54 | 40    |
| 24    | 45 a 49 | 40    |
| 32    | 40 a 44 | 28    |
| 28    | 35 a 39 | 28    |
| 76    | 30 a 34 | 56    |
| 28    | 25 a 29 | 28    |
| 16    | 20 a 24 | 40    |
| 48    | 15 a 19 | 28    |
| 36    | 10 a 14 | 20    |
| 44    | 5 a 9   | 32    |
| 40    | 0 a 4   | 40    |

## Economia
El 2007 la població en edat de treballar era de 742 persones, 497 eren actives i 245 eren inactives. De les 497 persones actives 435 estaven ocupades (253 homes i 182 dones) i 62 estaven aturades (19 homes i 43 dones). De les 245 persones inactives 61 estaven jubilades, 68 estaven estudiant i 116 estaven classificades com a «altres inactius».

### Ingressos
El 2009 a Lozinghem hi havia 437 unitats fiscals que integraven 1.193 persones, la mediana anual d'ingressos fiscals per persona era de 14.010 €.

### Activitats econòmiques
Dels 13 establiments que hi havia el 2007, 1 era d'una empresa de fabricació d'altres productes industrials, 4 d'empreses de construcció, 1 d'una empresa de comerç i reparació d'automòbils, 2 d'empreses de transport, 1 d'una empresa d'hostatgeria i restauració, 1 d'una entitat de l'administració pública i 3 d'empreses classificades com a «altres activitats de serveis».
Dels 7 establiments de servei als particulars que hi havia el 2009, 1 era un taller de reparació d'automòbils i de material agrícola, 1 fusteria, 1 lampisteria, 1 empresa de construcció, 2 perruqueries i 1 saló de bellesa.
L'any 2000 a Lozinghem hi havia 4 explotacions agrícoles que ocupaven un total de 332 hectàrees.

## Equipaments sanitaris i escolars
El 2009 hi havia una escola elemental.

## Poblacions més properes
El següent diagrama mostra les poblacions més properes.